# هیوستون پرسون
هیوستون پرسون (انگلیسی: Houston Person؛ زادهٔ ۱۰ نوامبر ۱۹۳۴) موسیقی‌دان، ترانه‌پرداز، تهیه‌کننده موسیقی و نوازنده ساکسوفون تنور اهل ایالات متحده آمریکا است.